# Joseph Backaert
Joseph Backaert dit Jo Backaert est un footballeur né le 5 août 1921 à Bressoux (Belgique).
Milieu de terrain à l'Olympic Charleroi, il a été présélectionné à la Coupe du monde 1954 en Suisse, mais n'a jamais joué avec les Diables Rouges.